# Daniel Zalewski
Daniel Zalewski (ur. 17 stycznia 1992 w Tczewie) – polski bobsleista, olimpijczyk z Soczi 2014. Student AWF-u w Katowicach. Pełni funkcję trzeciego rozpychającego, zawodnik MMA, judoka.

## Życiorys
Zalewski pochodzi z Pruszcza Gdańskiego. Swoją przygodę sportową zaczął od uprawiania judo. Jego trenerem był Sławomir Tałach. W liceum zaczął trenować rzut oszczepem. Później zaczął trenować bobsleje. Na Akademii Wychowania Fizycznego w Katowicach został zawodnikiem AZS-AWF Katowice.
W roku 2012 startował na Mistrzostwach Świata Juniorów. W dwójkach zdobył 20. miejsce, w czwórkach 12. W tym samym roku na mistrzostwach Europy w Bobslejach w dwójkach miał 25., w czwórkach 20. miejsce. W roku następnym brał udział w mistrzostwach Europy w Bobslejach. Wtedy w czwórkach zdobył 14. miejsce. W pucharze Europy w bobslejach w sezonie 2013/2014 w dwójkach zdobył 20. miejsce, w czwórkach 12. W Pucharze Świata w bobslejach w tym samym sezonie w Lake Placid miał 18. miejsce w czwórkach i 22. w dwójkach. W Pucharze Europy w sezonie 2013/2014 w Sankt Moritz miał 6. i 7. miejsce w czwórkach.
W 2014 roku został powołany do kadry olimpijskiej na igrzyska w Zimowe Igrzyska Olimpijskie w Soczi w zastępstwie za Michała Zbiewskiego. Startował w składzie: pilot Dawid Kupczyk, Daniel Zalewski, Michał Kasperowicz i Paweł Mróz. Drużyna zajęła 27. miejsce na 30 możliwych.
Po zakończeniu konkurencji w Soczi od Zalewskiego pobrano dwie próbki krwi na obecność środków dopingujących. Obie dały wynik pozytywny. Zawodnik został zdyskwalifikowany, a polska czwórka pozbawiona 27 miejsca.